# آلما جودوروفسکی
آلما جودوروسکی (زاده ۲۶ سپتامبر ۱۹۹۱) هنرمند، مدل و نوازنده فرانسوی می‌باشد.

## اوایل زندگی
جودوروفسکی نواده آلخاندرو جودوروفسکی، کارگردان و نویسنده سینما می‌باشد که از کوچ کنندگان یهودی اوکراینی در کشور شیلی زاده شده است. پدر آلما هنرمند برونتیس، پسر بزرگتر آلخاندرو با برنادت لاندو ، مادر آلما والری کروزه و عموی آلما آدان هنرمند و نوازنده می‌باشد.
آلما تعلیم هنرمندی خودش را در تئاترهای شهر پاریس و در کنسرواتوار دو شانزدهم کسب نمود. در سال ۲۰۱۱ در یک کارگاه تعلیمی ۳ ماهه در فرهنگ سرای فیلم نیویورک شرکت نمود و در سال ۲۰۱۳ در استودیو تئاتر داسینر فرانسه دانش آموخته شد.

## حرفه
آلما در تلویزیون و فیلم و همچنین در صنعت مد مشغول فعالیت می‌باشد. وی همچنین نوازنده اصلی و ترانه سرای آتش زدن طاووس، یک گروه پاپ واقع گردیده شده در پاریس می‌باشد.

### بازیگری
نخستین فعالیت آلما در سنین ۱۴ سالگی در یک فیلم تلویزیونی فرانسوی به اسم گاسپارد لو راهزن بود که در زمان رژیم کهن رخ می دهد. آلما نخستین حضورش را در نقش استل در فیلم فرانسوی و آمریکایی « چشم‌ها چشم‌ها را دنبال می کند» و بعد از این در فیلم کمدی فرانسوی « دریا، بدون آمیزش و خورشید» انجام داد.
در سال ۲۰۱۳ آلما در درام عاشقانه آبی داغ ترین رنگ کاری ازعبداللاتیف کچیچه نقش مکمل را ایفا نمود و آلما موفق شد نخل طلای جشنواره کن ۲۰۱۳ را کسب نماید. وی در فیلم بریتانیایی کودکان عاشق در سال ۲۰۱۶ نقش نخست ایولین را کسب کرد.

### کارگردانی
در مارس ۲۰۱۹ آلما موزیک ویدیو "سنت ویکتوریا" را برای کلارا لوسیانی ، خواننده فرانسوی، کارگردانی نمود.